# Cliff Robinson (cestista 1960)
Clifford Trent Robinson, detto Cliff (Oakland, 13 marzo 1960), è un ex cestista statunitense, professionista nella NBA e in Grecia.

## Carriera
Venne selezionato dai New Jersey Nets al primo giro del Draft NBA 1979 (11ª scelta assoluta).

## Palmarès
- Campione USBL (1993)
- All-USBL Second Team (1993)